# 学习院大学

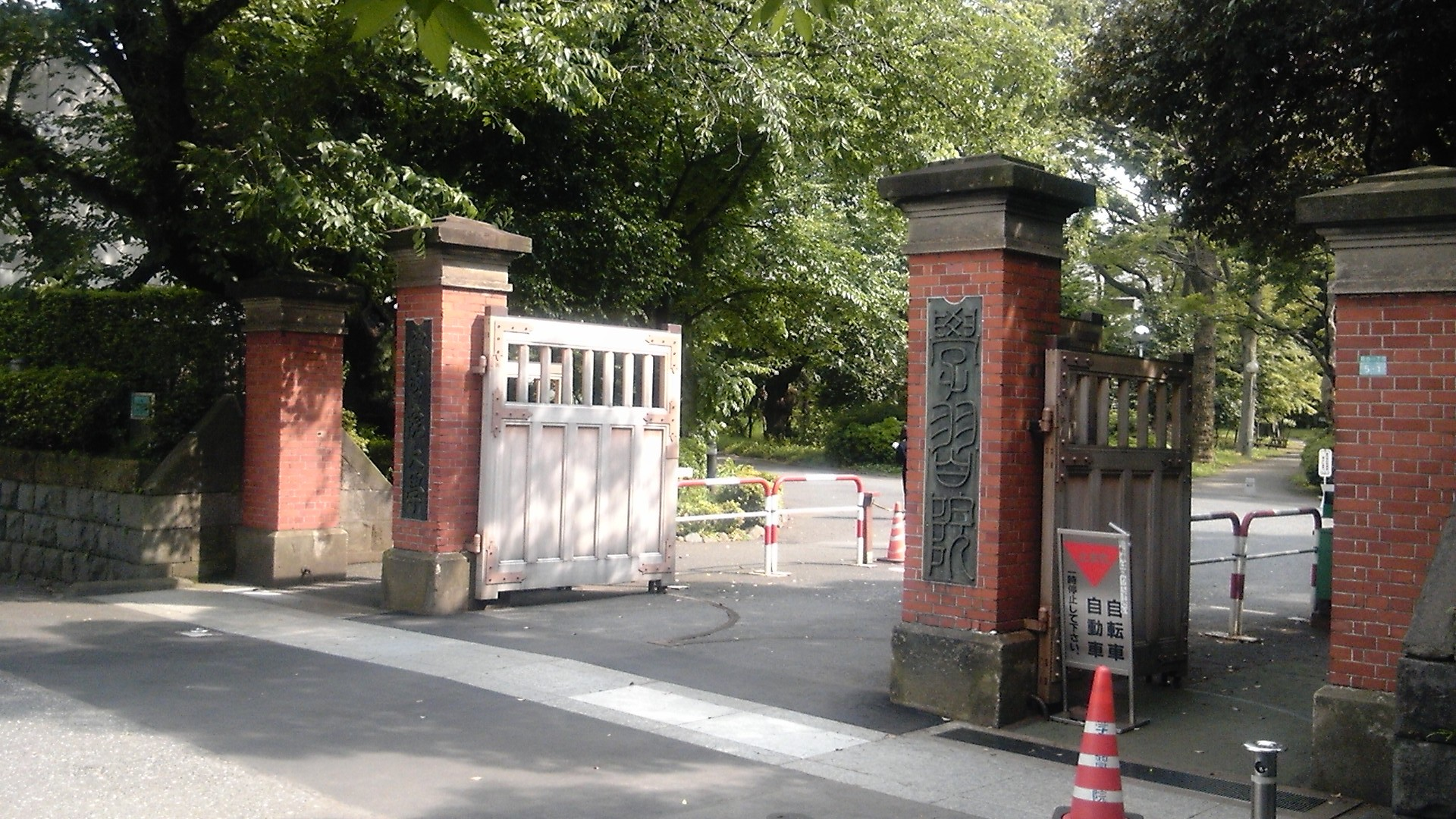
學習院正門

学习院大学 （日语：／ Gakushūin Daigaku */?；）是位於日本东京都丰岛区的一所著名私立大学，與學習院女子大學、學習院中學（高等科與中等科）、學習院幼稚園等學校同屬學校法人學習院所有。由于日本的大多数皇族就读于此，所以其作为皇家大学而在日本有很高的知名度。学生人数相对较少，約9千人左右。
根据“F-Campus”协定，学习院大学与学习院女子大学、早稻田大学、立教大学、日本女子大学实施学分互认。5所学校的学部2年级以上在校生（旁听生·研究生除外）均可选修各个学校所提供的课程并算入毕业学分。
根据2018年《Nature Index 2018 Japan》显示，学习院大学被《自然》期刊评为研究力第一的日本学术机构，同时在包含日本企业及研究所的全机构排行中位居第二。且与其他5所东京都“难关私大”March并称G-March。

## 历史
学习院最早源于1847年由仁孝天皇在京都御所内以朝廷贵族为对象而设立的教育机关学习所。经历了明治维新之后，学习所于1876年改名为华族学校，在第二年的1877年改名为學習院。
第二次世界大战前的学习院，不归属于文部省，而是在宫内省（宮內廳前身）的管理之下。贵族子弟原则上可以免费进入学习院就学；而平民就学学习院则是极其有限的少数，不仅学费自付，而且不能进幼儿园及高中等；这种貴族、平民之間的差别对待情况，即使在1924年制度改革以后还继续保留着。
第二次世界大战结束后，受同盟國軍事佔領日本的影响，日本废除了“华族制度”；1949年，学习院也再生为私立的学校法人学习院，一般市民子弟与日本皇族子弟之间的入学待遇差别也被取消；这就使得在现在的学习院裡，无论是皇族还是平民都能并排座着进行听讲、学习。

## 成立
學習院之成立可以追溯至兩個源頭：
1. 幕末時於京都設立的公卿學校；
2. 由華族會館中的「勉學局」發展而成。

「學習院」一名的由來，最早可以追溯至公元八世紀時期，即日本之平安時代 ，嵯峨天皇（809年-823年在位）之皇后橘嘉智子（檀林皇后）為了橘家之子弟而設立的私學。與現代學習院更有關連的是於1847年，孝明天皇遵循仁孝天皇（1817年-1846年在位）的遺志而於御所（皇宮）的建春門外成立的「學習所」，當時是以皇族及公家為對象的學校（該校於明治初與皇學所合併為京都府立中學）。
學習院的實際制度以及組織則是發展自華族會館的勉學局。華族會館於1874年成立，目的是「居於四民之首的華族作為萬民之榜樣」，由於明治時期著重開明思想，因此要由華族帶頭去實踐「實學精神」、「海外留學」及「女子教育」，華族會館之設立緣由始於此。華族會館內細分為七局，各有所司，集教育及社交場所的功能一身。學習院即發展自華族會館中的勉學局，負有教育華族子弟的任務。
1876年，華族會館開始以華族學校為名籌辦，並由明治天皇御賜位於現今東京都神田錦町的8,000坪土地。於1877年正式成立，明治天皇親臨開校禮並命名為「學習院」，又撥下年經費十五萬日圓 ，其餘的經費則向各會員（即華族）收取。為了吸引高水平的師資，因此學習院的教師不限於華族，士族和平民皆可任學習院教職，而且有著比華族更高的工資，目的是以此提高教師的水準。

## 歷代院長
現任院長：耀英一
現任大學校長：福井憲彦
| 院長       | 在任期間       | 曾任職務                                           | 爵位   |
| ---------- | -------------- | -------------------------------------------------- | ------ |
| 立花種恭   | 1877年-1884年  | 陸奧下手藩藩主、外國奉行                           | 未叙爵 |
| 谷干城     | 1884年-1885年  | 土佐高知藩藩士、陸軍中將、陸軍士官學校校長         | 子爵   |
| 大鳥圭介   | 1886年-1888年  | 工部大學校長                                       | 未叙爵 |
| 三浦梧楼   | 1888年-1892年  | 長州藩藩士、陸軍中將                               | 子爵   |
| 岩倉具定   | 1892年         | 帝室制度取調委員                                   | 公爵   |
| 田中光顕   | 1892年-1895年  | 内閣書記官長（現內閣官房長官）、警視總監、宮內大臣 | 子爵   |
| 近衛篤麿   | 1895年-1904年  | 貴族院議長                                         | 公爵   |
| 菊池大麓   | 1904年-1905年  | 東京大學校長、數學學家                             | 男爵   |
| 山口鋭之助 | 1906年-1907年  | 京都大學教授、物理學家                             |        |
| 乃木希典   | 1907年-1912年  | 陸軍大將                                           | 男爵   |
| 大迫尚敏   | 1912年-1917年  | 陸軍大將                                           | 男爵   |
| 北条時敬   | 1917年-1920年  | 東北大學校長、數學學家                             |        |
| 一戸兵衛   | 1920年-1922年  | 陸軍大將                                           |        |
| 福原鐐二郎 | 1922年-1929年  | 東北大學校長                                       |        |
| 荒木寅三郎 | 1929年-1937年  | 京都大學校長、著名西醫                             |        |
| 野村吉三郎 | 1937年-1939年  | 海軍大將                                           |        |
| 山梨勝之進 | 1939年-1946年  | 海軍大將                                           |        |
| 安倍能成   | 1946年-1966年  | 文部大臣                                           |        |
| 麻生磯次   | 1966年-1970年  |                                                    |        |
| 櫻井和市   | 1970年-1981年  |                                                    |        |
| 磯部忠正   | 1981年-1987年  |                                                    |        |
| 内藤頼博   | 1987年-1993年  |                                                    |        |
| 島津久厚   | 1993年-2002年  |                                                    |        |
| 田島義博   | 2002年-2006年  |                                                    |        |
| 波多野敬雄 | 2006年-2014年  |                                                    |        |
| 内藤政武   | 2014年- 2020年 |                                                    |        |
| 耀英一     | 2020年-        |                                                    |        |

## 其他
- 二戰結束以前，在學習院進讀的學生不僅有日本皇族和華族，還包括了當時被日本吞併了的朝鮮王族。朝鮮王族成員是以日本皇族的身份在學習院學習的。琉球王族作為華族之一，也在學習院學習。
- 1882年，學習院脫離華族會館獨立，歸文部卿所管。但於1884年改為宮內省所管，為戰前唯一一所由宮內省管理的公立學校。
- 戰前學習院只有幼稚園至高等科，雖然曾經於1893年嘗試開辦大學科，但於1905年廢止。
- 2006年4月日本新學年開始時有五名日本皇族於學習院之下的學校就讀，包括2006年4月剛入讀學習院幼稚園的敬宮愛子内親王，另外有兩名就讀於高等科，其餘兩名分別於女子中等科及初等科就讀。

## 学部（大學部／本科）・学科
- 法学部
  - 法学科
  - 政治学科
- 经济学部
  - 经济学科
  - 经营学科
- 文学部
  - 哲学科
  - 史学科
  - 日本语日本文学科
  - 英语英美文化学科
  - 法语圈文化学科
  - 德语圈文化学科
  - 心理学科
- 理学部
  - 物理学科
  - 化学科
  - 数学科
  - 生命科学科
- 国際社会科学部
  - 国際社会科学科

## 大学院（研究所／研究生院）
- 人文科学研究科
- 法学研究科
- 政治学研究科
- 经济学研究科
- 经营学研究科
- 自然科学研究科
- 法科大学院

## 交通
到本部目白校園的所在地，可以於東京都內乘坐JR山手線至目白站，學習院大學出口步行一分鐘即達側門。

## 关联学校
- 学习院幼儿园
- 学习院小学
- 学习院中学校
- 学习院女子中学校
- 学习院高等学校
- 学习院女子高等学校
- 学习院女子大学